# Amata atereus
Amata atereus är en fjärilsart som beskrevs av Walker 1854. Amata atereus ingår i släktet Amata och familjen björnspinnare. Inga underarter finns listade i Catalogue of Life.